# EBITDA
Prihodek pred obrestmi, davki in amortizacijo, običajno s kratico EBITDA (angleško Earnings before interest, taxes, depreciation, and amortization), je poslovni izid podjetja pred upoštevanimi stroški obresti, davkov in amortizacije.
Je sinonim za uspešnost poslovanja gospodarske družbe v osnovni dejavnosti. Negativna EBITDA družbe sporoča, da se družba sooča z resnimi težavami in da je ogrožen njen dolgoročni obstoj.

## Prednosti in slabosti EBITDA
Prednosti:
- Je dober približek denarnemu toku iz poslovanja
- Osnova za izračun kazalnikov zadolženosti in ocenjevanja vrednosti
- Enostavna interpretacija in izračun

Slabosti:
- Bolj podvržena kreativnemu računovodstvu kot prodaja
- Ni optimalen kazalec za industrije, kjer stroški upravljanja in najemnin predstavljajo pomemben delež (izpeljanke: EBITDAR, EBITDARM)
- EBITDA ni celovit kazalec uspešnosti poslovanja (jo dopolnjujejo oz. nadomeščajo ekonomski modeli uspešnosti)

## EBITDA marža
EBITDA marža predstavlja osnoven finančni kazalec analize konkurenčnih družb (angl. benchmark analysis).

## Normalizirana EBITDA
Poznavalci največji pomen pripisujejo normalizirani EBITDA, ki odraža prilagoditve poslovodstva, pro-forma prilagoditve in druge prilagoditve. Enkratni dogodki lahko močno vplivajo na poslovni izid, z normalizacijo pa njihov vpliv izničimo.